# Stolnica svete Marije, Auch
Stolnica v Auchu ali Stolnica-bazilika svete Marije (francosko Basilique-Cathédrale Sainte-Marie d'Auch) je rimskokatoliška cerkev v Franciji v mestu Auch v regiji Oksitanija. Je tudi nadškofijska stolnica, ima naslov mala bazilika in je del Unescove svetovne dediščine Jakobove poti in francoski zgodovinski spomenik.

## Zgodovina
Stolnica je bila ustanovljena julija 1489 po nalogu škofa Franca Savojskega na ruševinah romanske stolnice škofa sv. Austinda in bila posvečena 12. februarja 1548 v nedokončanem stanju; šele po skoraj dveh stoletjih gradnje je bila dokončana leta 1680.
Stolnica je bila leta 1906 uvrščena med zgodovinske spomenike Francije. 25. aprila 1928 je prejela od papeža Pija XI. naziv mala bazilika. Leta 1998 je stolnica kot postaja na Via Tolosana postala del Unescove svetovne dediščine Jakobova pot v Franciji.

## Arhitektura
Stolnica je bila zgrajena v poznogotskem slogu kot tridelna bazilika na tlorisu latinskega križa z glavno in stranskimi ladjami ter kornim pbhodom z vencem kapelic; zahodno je še 18 stranskih kapel. Transept, ki je približno na sredini stavbe, ne štrli navzven stavbe; glede na višino pa temeljijo na oboku glavne ladje in sta zato višja od stranskih ladij. Dostop je možen prek petih vrat: tri na zahodu in po ena na koncu transeptov. Približno 102 m dolga in 35 m široka stolnica je bila dokončana konec 17. stoletja s korintskim pročeljem in portikom. Njeni oboki s skupno 8½ travej se dvigajo do 26 m, kar je za cerkvene zgradbe v južni Franciji precej visoko; zvonik brez čelade doseže 44 m.
Kapitelov po celotni stolnici ni; namesto tega se iz stranskih podpornih elementov nenadoma razvijejo vsi loki - kot je to pogosto v poznogotskih stavbah.
- Tloris stolnice
- Glavna ladja z apsido
- Detajl južnega portala.
- Severni portal.
- Izgon iz raja v kapeli purgatorija.

## Oprema
- Tako kot pri mnogih velikih španskih cerkvah je tudi vzhodni del stolnice Auch - in s tem dejanska maša pri glavnem oltarju - skrit pred pogledom vernikov z namestitvijo korne pregrade. Da bi to nadoknadili, je bil na zadnji steni kora postavljen drugi oltar, blizu katerega je baročna prižnica.
- Notranjost kora vsebuje izjemno bogato oblikovane korne klopi iz prve polovice 16. stoletja s 113 sedeži na dveh nivojih. Dolgo časa je bil njegov ustvarjalec neznan, pred nekaj leti pa je bil prepoznan kot Dominique Bertin iz Toulousa. [4][5]
- Na območju kora je 18 renesančnih steklenih oken (vitrajev) iz leta 1507–1513 avtorja Arnauda de Molesa.[6]
- Drug dragulj so orgle Jeana de Joyeusa, postavljene na zahodno galerijo in dokončane leta 1694; obnovljene so bile v 1950-ih in 1990-ih. Nad zahodnim oltarjem so še ene (neogotske) orgle.
- Ena od stranskih kapelic vsebuje Kristusov pokop (mise au tombeau).[7]
- Pomembne so tudi številne druge skulpture in slike.
- Kripta vsebuje več sarkofagov škofov.

## Stolnični muzej
Leta 2015 je bil odprt stolnični muzej, ki predstavlja številne predmete sakralne umetnosti.